# Sachalinvide
Sachalinvide (Salix udensis) är en videväxtart som beskrevs av Ernst Rudolf von Trautvetter och C. A. Mey.. Enligt Catalogue of Life ingår Sachalinvide i släktet viden och familjen videväxter, men enligt Dyntaxa är tillhörigheten istället släktet viden och familjen videväxter. Arten har ej påträffats i Sverige. Inga underarter finns listade i Catalogue of Life.

## Bildgalleri

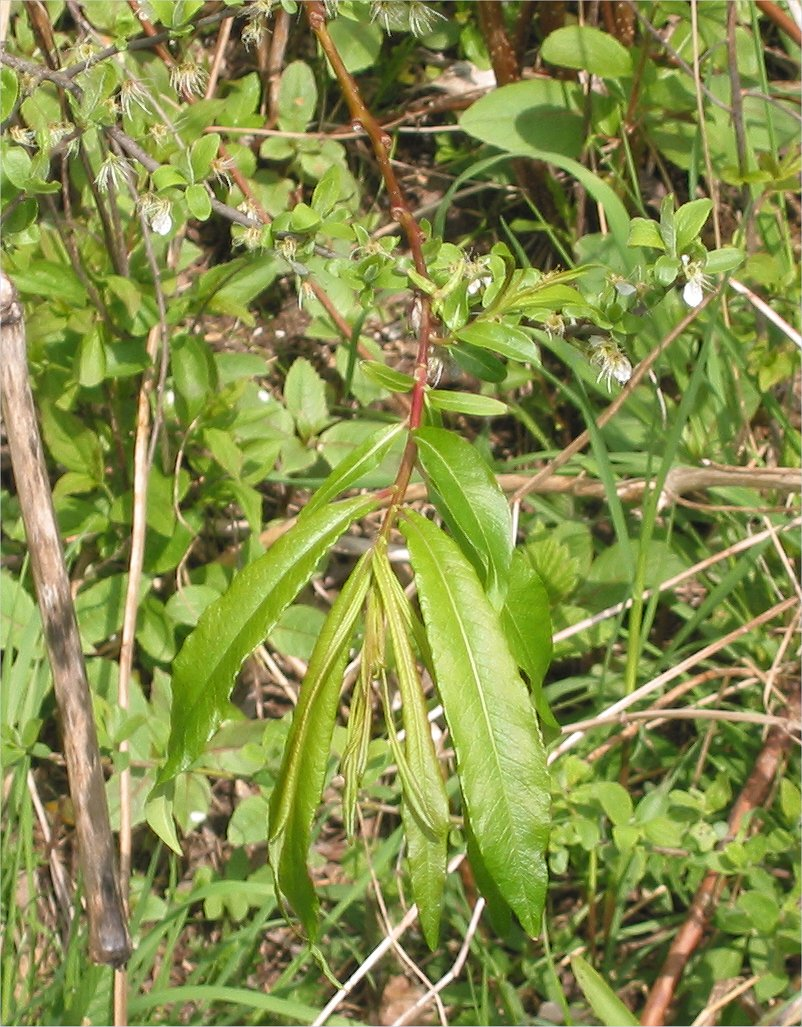
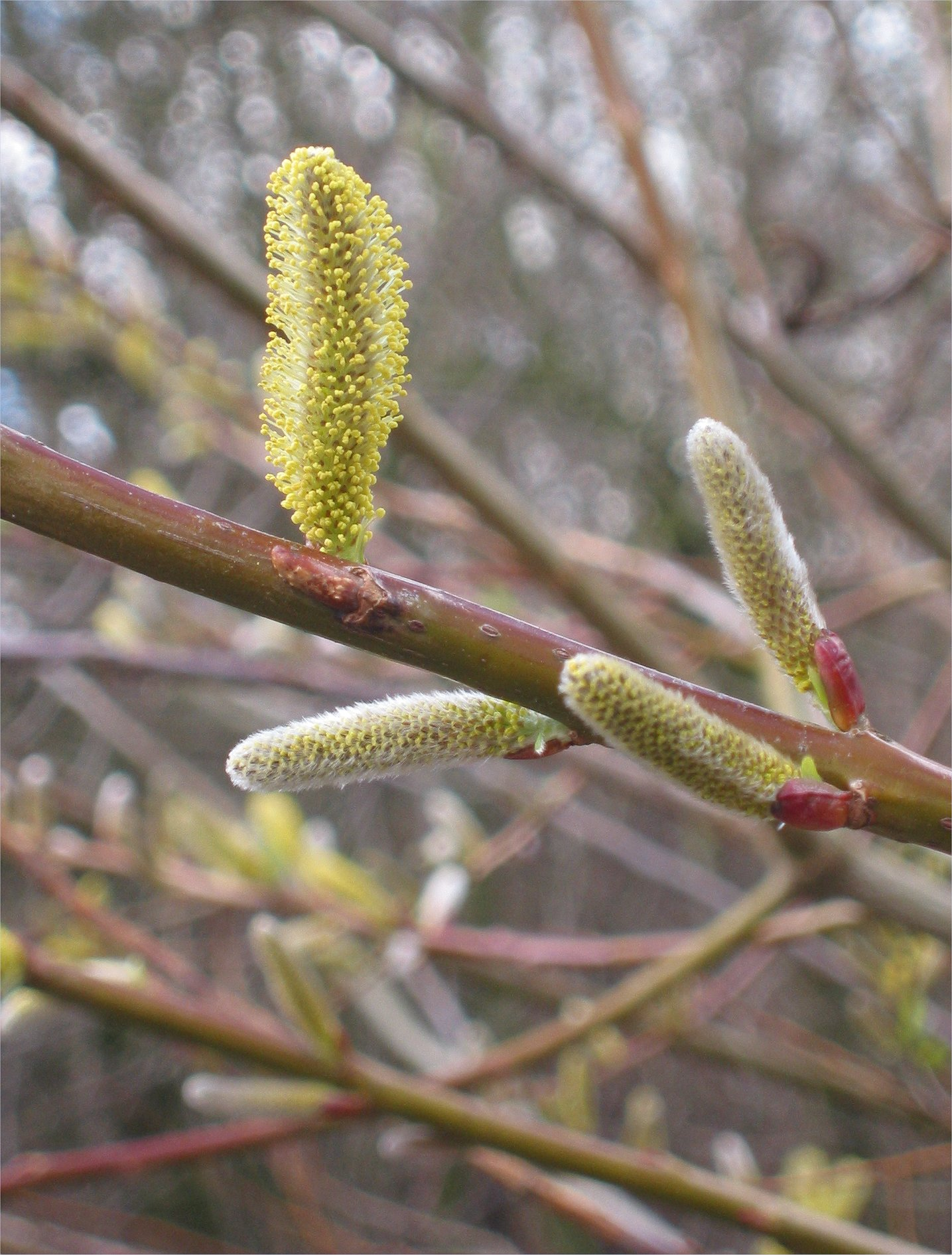
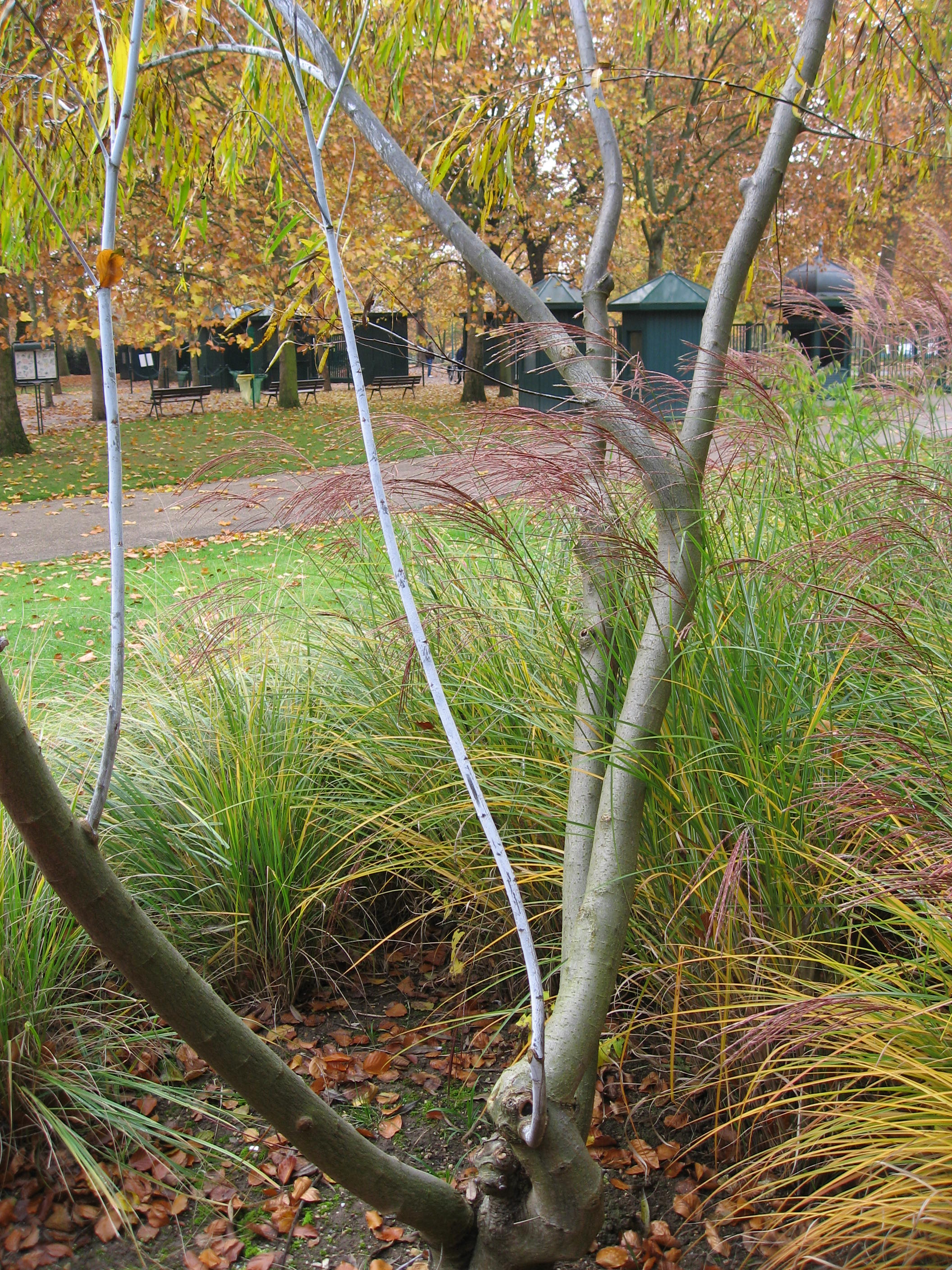
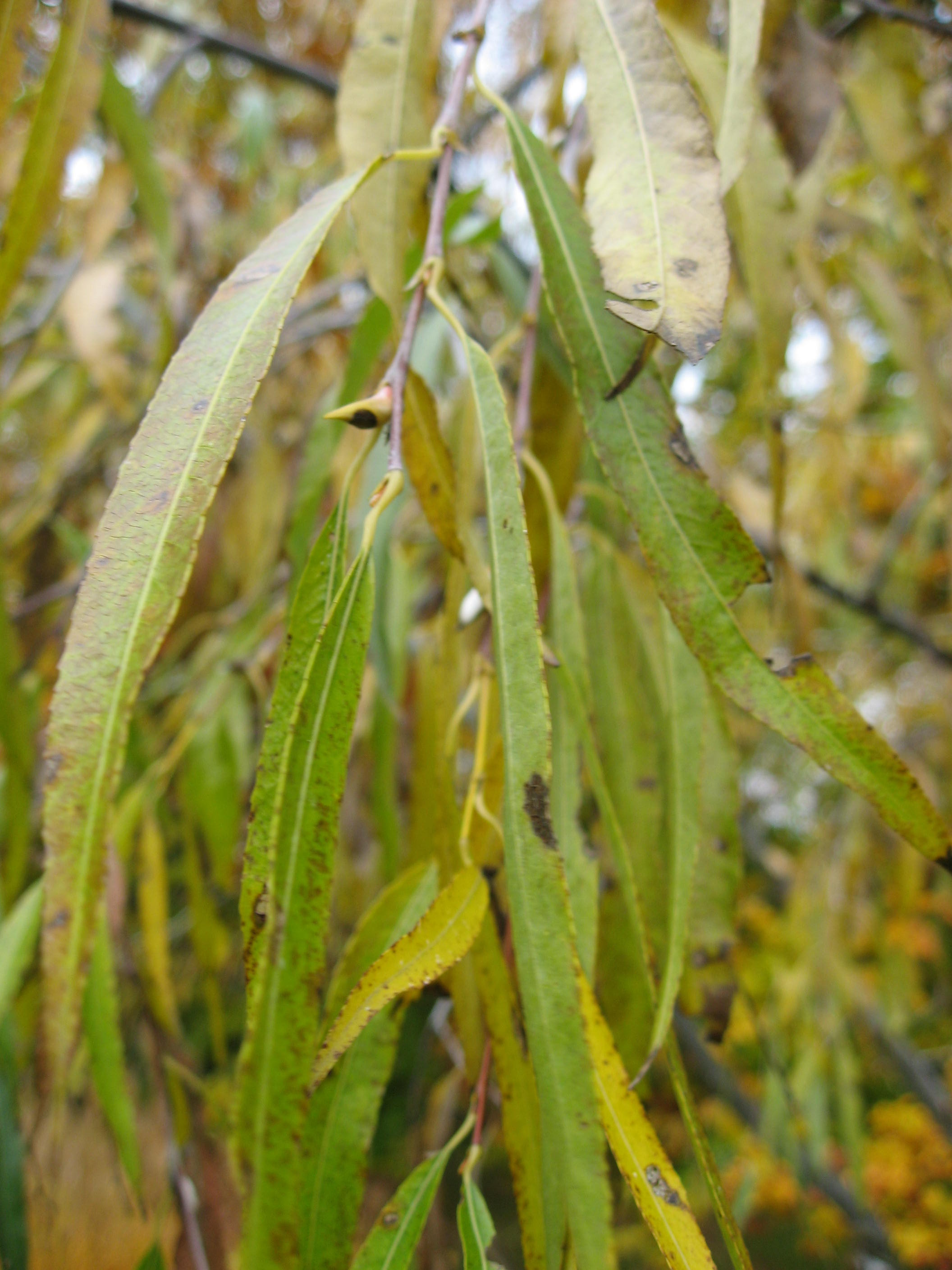
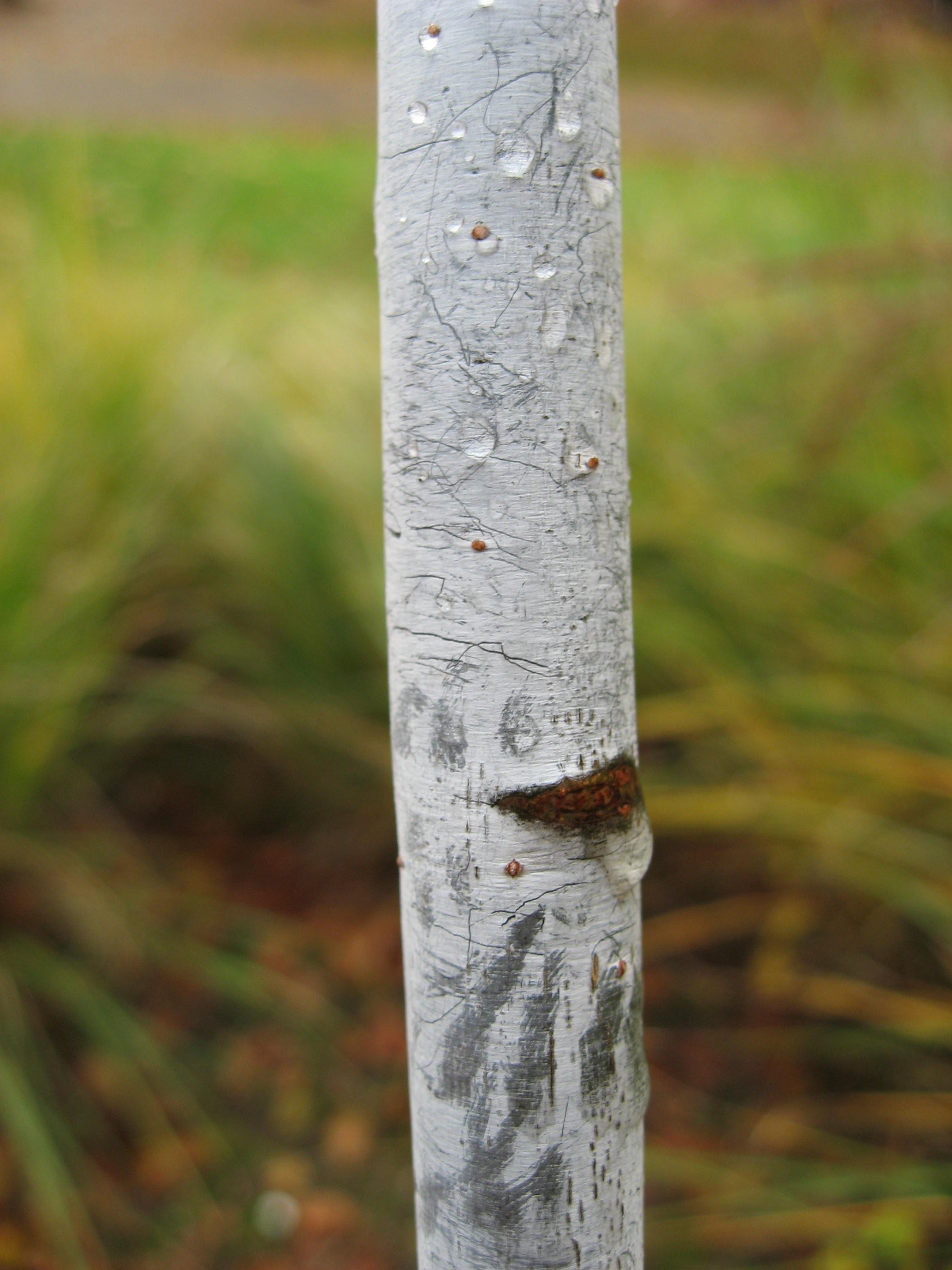
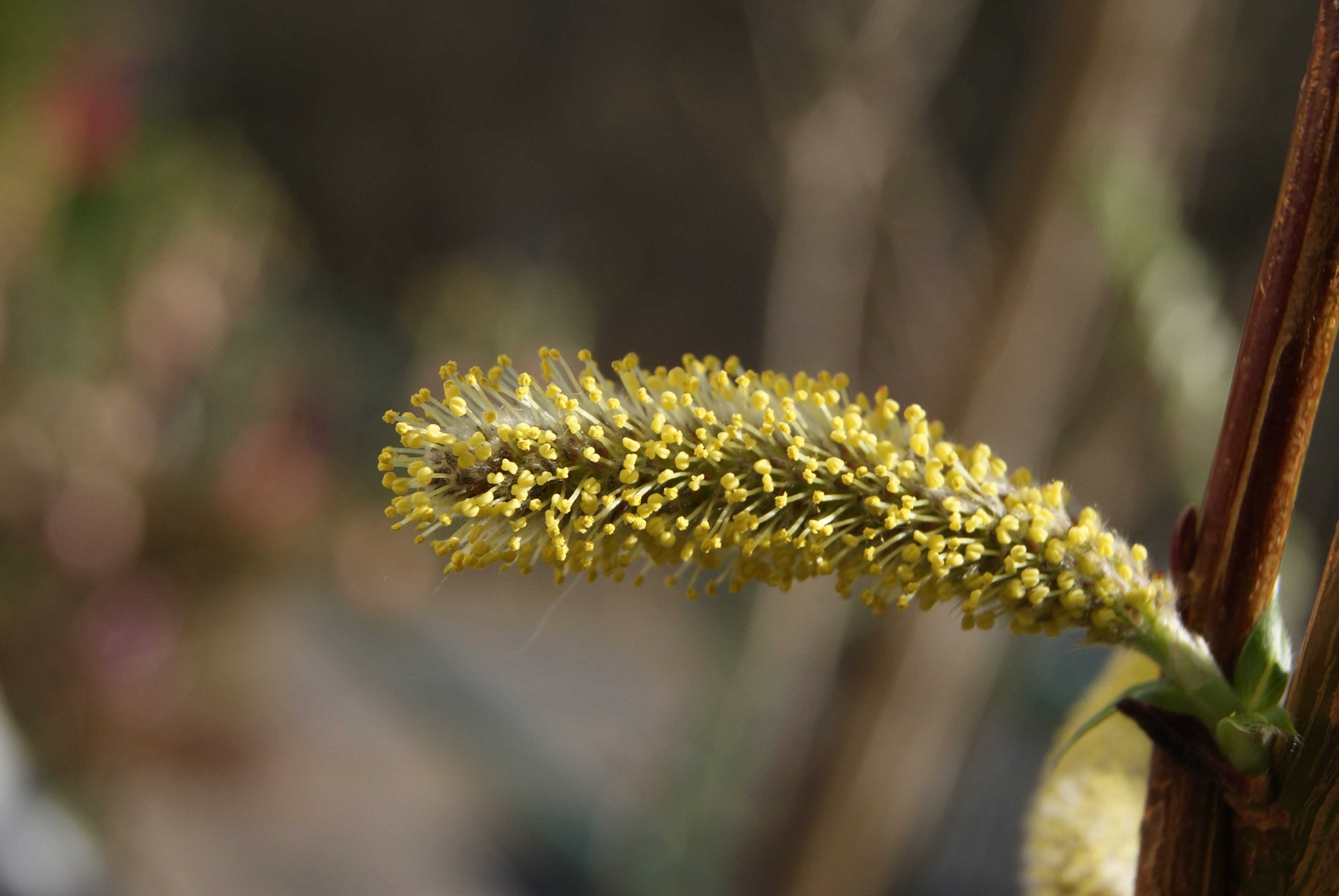